# آیدوفوسیکن

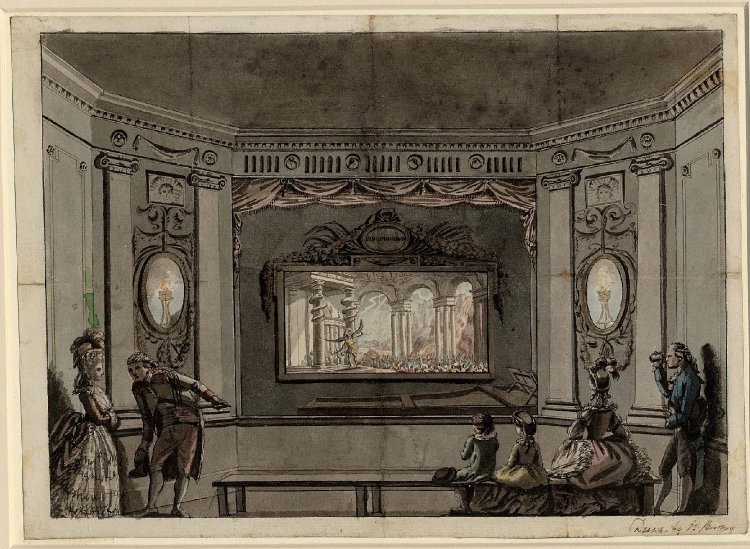
آیدوفوسیکن

آیدوفوسیکن نوعی اثر هنری بوده‌است که دیگر رایج نیست، این سبک توسط بازیگر انگلیسی دیوید گریک ارائه شد و توسط نقاش فرانسوی-انگلیسی قرن ۱۸ میلادی فیلیپ جیمز دو لوتربورگ ساخته، و در فوریه ۱۷۸۱ در میدان لستر افتتاح گردید.
آیدوفوسیکن را در آن زمان با عنوان «تصاویر متحرک، برگرفته از پدیده‌های طبیعی» توصیف می‌کردند، که می‌توان آن را شکل اولیه‌ای از ساخت فیلم محسوب کرد. این صحنه‌آرایی توسط آینه‌ها و قرقره‌ها به وجود می‌آمد.

در حال حاضر می‌توانید یک نمایشگاه کوچک را با محوریت آیدوفوسیکن در کتابخانه هانتینگتون مشاهده کنید.